# سیارک ۱۰۵۸۴
سیارک ۱۰۵۸۴ (به انگلیسی: 10584 Ferrini، نامگذاری:1996GJ2) ده هزار و پانصد و هشتاد و چهارمین سیارک کشف شده‌است که در ۱۴ آوریل ۱۹۹۶ کشف شد.
قدر مطلق سیارک برابر ۱۵٫۲۰ است.